# Seiko Matsuda 40th Anniversary Bible -blooming pink-
『Seiko Matsuda 40th Anniversary Bible -blooming pink-』（セイコ・マツダ・フォーティス・アニヴァーサリー・バイブル・ブルーミング・ピンク）は、松田聖子のベストアルバム。2020年4月1日発売。発売元はソニー・ミュージックダイレクト。

## 解説
デビュー40周年を迎える松田聖子がデビュー記念日である4月1日にベスト盤Bibleシリーズとしてリリースしたアナログレコード2枚組の完全生産限定盤ベスト・アルバム。Sony Recordsから発売された楽曲の中から選りすぐりの20曲を、2020年最新カッティング技術と最新デジタルリマスタリング音源で収録。
12インチ・アナログ盤ディスクのカラーは本企画のため新たに調合したオリジナル・ピンク。ディスクジャケットはダブルジャケット仕様。オールカラーブックレット付属。
「BITTER SWEET LOLLIPOPS」「HAPPY SUNDAY」「WITH YOU」「黄色いカーディガン」「白い貝のブローチ」「Forever Love」はBibleシリーズ初収録であり、「大切なあなた」「Forever Love」はアナログ盤初収録である。

## 収録曲

### Disc 1
SIDE A
1. 裸足の季節　（3:42）
  - 作詞:三浦徳子／作曲:小田裕一郎／編曲:信田かずお
  - 1枚目のシングル。
2. Romance　（3:24）　
  - 作詞:松本隆／作曲:平井夏美／編曲:船山基紀
  - 4枚目のオリジナル・アルバム『風立ちぬ』収録。
3. 黄色いカーディガン　（5：01）
  - 作詞:松本隆／作曲:細野晴臣／編曲:大村雅朗
  - 8枚目のオリジナル・アルバム『Canary』収録。
4. 星空のドライブ　（3:27）
  - 作詞:松本隆／作曲:財津和夫／編曲:大村雅朗
  - 8枚目のオリジナル・アルバム『Canary』収録。
5. HAPPY SUNDAY　（2:56）
  - 作詞:松本隆／作曲:財津和夫／編曲:大村雅朗
  - 企画アルバム『金色のリボン』収録。

SIDE B
1. 赤いスイートピー　（3:37）　
  - 作詞:松本隆／作曲:呉田軽穂／編曲:松任谷正隆
  - 8枚目のシングル。
2. BITTER SWEET LOLLIPOPS　（3：05）
  - 作詞:松本隆／作曲・編曲:大村雅朗
  - 8枚目のオリジナル・アルバム『Canary』収録。
3. 大切なあなた　（4：20）
  - 作詞:松田聖子／作曲:松田聖子,小倉良／編曲:鳥山雄司
  - 34枚目のシングル。
4. 時間旅行　（4:29）
  - 作詞:松本隆／作曲:SEIKO／編曲:井上鑑
  - 13枚目のオリジナル・アルバム『SUPREME』収録。
5. WITH YOU　（3：27）
  - 作詞:松本隆／作曲・編曲:大村雅朗
  - ベスト・アルバム『Seiko・plaza』収録。

### Disc 2
SIDE A
1. 青い珊瑚礁　（3：38）
  - 作詞:三浦徳子／作曲:小田裕一郎／編曲:大村雅朗
  - 2枚目のシングル。
2. 白い貝のブローチ　（3:46）
  - 作詞:松本隆／作曲:財津和夫／編曲:戸塚修
  - 3枚目のオリジナル・アルバム『Silhouette』収録。
3. 夏の扉　（3：29）　
  - 作詞:三浦徳子／作曲:財津和夫／編曲:大村雅朗
  - 5枚目のシングル。
4. 水色の朝　（3：54）
  - 作詞:松本隆／作曲:財津和夫／編曲:大村雅朗
  - 5枚目のオリジナル・アルバム『Pineapple』収録。
5. マドラス・チェックの恋人　（3:24）　
  - 作詞:松本隆／作曲:呉田軽穂／編曲:松任谷正隆
  - 10枚目のシングル『小麦色のマーメイド』のB面。

SIDE B
1. パイナップル・アイランド　（3：08）
  - 作詞:松本隆／作曲:原田真二／編曲:大村雅朗
  - 5枚目のオリジナル・アルバム『Pineapple』収録。
2. 秘密の花園　（3:30）
  - 作詞:松本隆／作曲:呉田軽穂／編曲:松任谷正隆
  - 12枚目のシングル。
3. セイシェルの夕陽　（4：17）
  - 作詞:松本隆／作曲・編曲:大村雅朗
  - 7枚目のオリジナル・アルバム『ユートピア』収録。
4. スピード・ボート　（4:04）
  - 作詞:松本隆／作曲:財津和夫／編曲:大村雅朗
  - 9枚目のシングル『ハートのイアリング』のB面。
5. Forever Love　（4：08）
  - 作詞:松田聖子／作曲・編曲:大村雅朗
  - 16枚目のオリジナル・アルバム『Precious Moment』収録。

## 規格品番
- 完全生産限定盤: MHJL-141/2